# Копанець (Нижньосілезьке воєводство)
Копанець (пол. Kopaniec) — село в Польщі, у ґміні Стара Камениця Карконоського повіту (до 1 січня 2021 року — Єленьоґурський повіт) Нижньосілезького воєводства. Населення — 395 осіб (2011).

## Адміністративний поділ
| SIMC    | Назва                      | Тип          |
| ------- | -------------------------- | ------------ |
| 0192376 | Мендзилешє (пол. Міжлісся) | частина села |

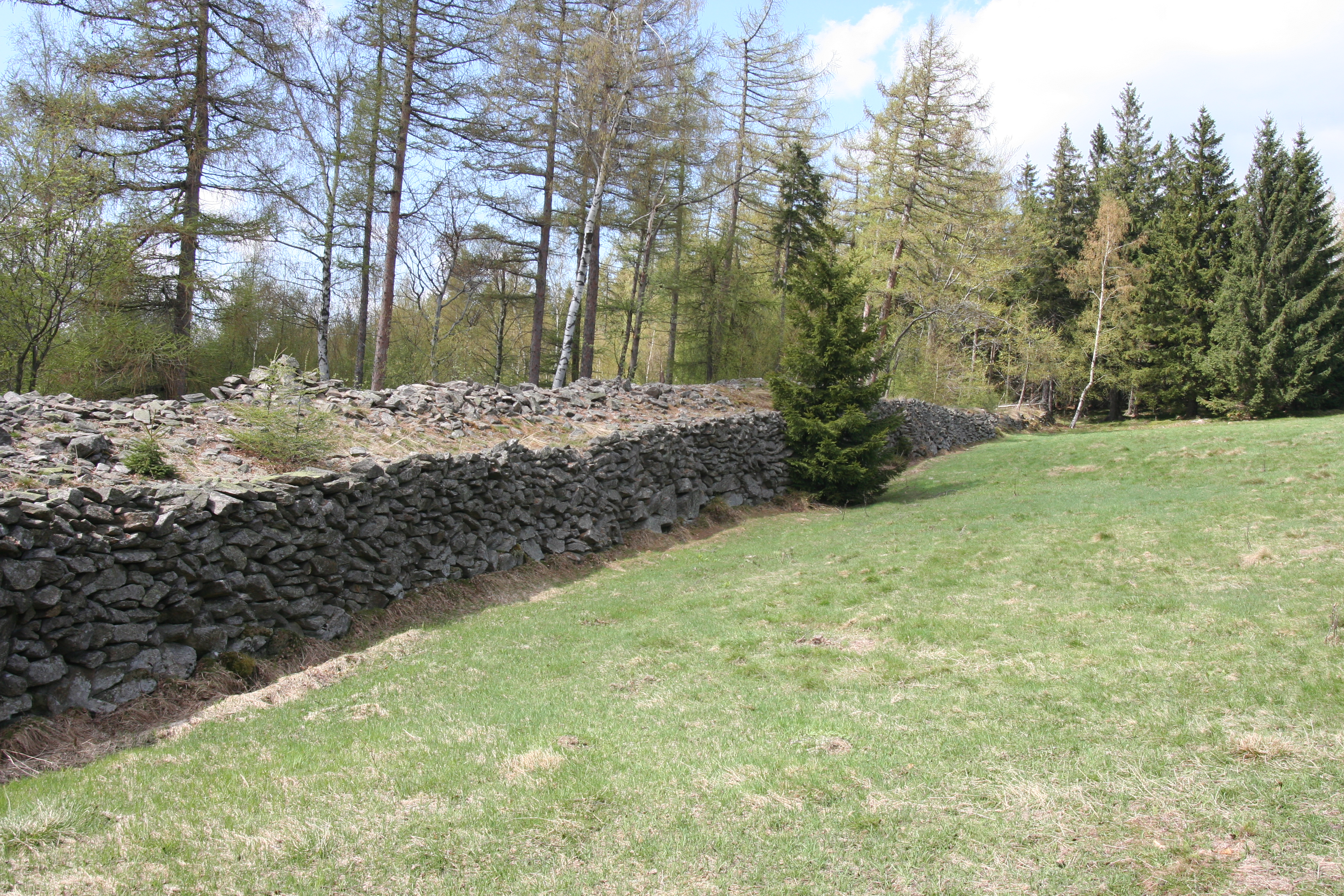
Фрагмент кам'яних валів у верхній частині Копанцю

У 1954–1959 роках село було центром ґміни Копанець, скасування увійшло до складу ґміни Стара Камениця. У 1975-1998 роках село належало до Єленьоґурського воєводства.

## Демографія
Демографічна структура станом на 31 березня 2011 року:
|          | Загалом | Допрацездатний вік | Працездатний вік | Постпрацездатний вік |
| -------- | ------- | ------------------ | ---------------- | -------------------- |
| Чоловіки | 195     | 39                 | 145              | 11                   |
| Жінки    | 200     | 45                 | 120              | 35                   |
| Разом    | 395     | 84                 | 265              | 46                   |